# Noelia Marló
Noelia Marló, all'anagrafe Noelia Marló Martínez (Almendralejo, 3 marzo 1991), è un'attrice e cantante spagnola, nota per aver interpretato il ruolo di Luzdivina Suárez Rebollo nella soap Una vita (Acacias 38).

## Biografia
Noelia Marló è nata il 3 marzo 1991 ad Almendralejo, in provincia di Badajoz, più precisamente nella comunità dell'Estremadura (Spagna), e oltre alla recitazione si occupa anche di canto e di danza.

## Carriera
Noelia Marló ha ottenuto il diploma in interpretazione presso La base dell'attore gestito da Javier Manrique, Chules Piñago ed Eduardo del Olmo. Ha seguito lezioni di interpretazione con Fernando Piernas, versi classici con Juan Polanco e Karmele Aranburu, una master class con Blanca Portillo e un corso di clown con Rafael Boeta Pardo. Successivamente ha recitato in varie opere teatrali.
Nel 2010 ha iniziato la sua carriera come attrice nel cortometraggio Keres diretto da Fernando Lora Ardit. L'anno successivo, nel 2011, ha recitato nei cortometraggi Tampón diretto da Ana Prieto e ne La Broma diretto da Luis Arenas. Nel 2012 ha preso parte al cortometraggio Ven por mi. Nel 2017 ha partecipato al video musicale Antiestática di Julieta 21 e diretto da Paul Stein. Nello stesso anno ha recitato nella serie El final del camino. Nel 2018 ha recitato nel cortometraggio Roja diretto da David Heredia.
Nel 2021 è stata scelta per interpretare il ruolo di Luzdivina Suárez Rebollo nella soap opera Una vita (Acacias 38) e dove ha recitato insieme ad attori come Patxi Santamaría, Clara Garrido, Carlos de Austria e Lydia Pavón. L'anno successivo, nel 2022, ha recitato nella serie Las noches de Tefía. Nel 2023 ha ricoperto il ruolo di María José nel film Si todas las puertas se cierran diretto da Antonio Cuadri.

## Filmografia

### Cinema
- Si todas las puertas se cierran, regia di Antonio Cuadri (2023)

### Televisione
- El final del camino – serie TV (2017)
- Una vita (Acacias 38) – soap opera, 75 episodi (2021)
- Las noches de Tefía – serie TV (2022)

### Cortometraggi
- Keres, regia di Fernando Lora Ardit (2010)
- Tampón, regia di Ana Prieto (2011)
- La Broma, regia di Luis Arenas (2011)
- Ven por mi (2012)
- Roja, regia di David Heredia (2018)

### Video musicali
- Antiestática di Julieta 21, regia di Paul Stein (2017)

## Teatro
- La Revoltosa (2009-2010)
- Los Gavilanes (2009-2010)
- El Principito, diretto da Rafael Boeta e Gonzalo Baz (2009-2016)
- El Sueño de una Orquesta de verano, diretto da Baz&Boeta (2011-2014)
- El Flautista de Hamelín, diretto da Rafael Boeta e Gonzalo Baz (2012-2015)
- ¿Te querré siempre?, diretto da Rafael Boeta e Gonzalo Baz (2012-2020)
- 1,2,3, GOSPEL, diretto da Rafael Boeta Pardo (2013-2014)
- Gisela y El Libro Mágico, presso il teatro nuovo di Alcalá (2013-2014)
- La Maga maja y sus bichitos, diretto da Cari Antón, presso il teatro Arlequín (2014)
- Le Petit Grand Hotel, diretto da Marcelo Bellagamba (2015)
- El Novio Infiltrado, diretto da Rafael Boeta Pardo (2015-2018)
- Frozen Suite, presso l'auditorio di Saragozza (2016)
- Adán y Eva en Broadway (2016-2017)
- El Paraíso BallroomDance, diretto da Rafael Boeta Pardo (2016-2021)
- Ellas Ponen El Título, diretto da Rafael Boeta Pardo (2017-2019)
- La comedia del fantasma, diretto da Felix Estaire (2018)
- El Otro. Alberto Conejero, diretto da Mauricio García Lozano (2019)
- La Bella Helena, diretto da Ricard Reguant, presso il teatro Bellas Artes (2019)
- La Corte del Faraón, diretto da Ricard Reguant (2019)
- La función que sale mal, diretto da Sean Turner, presso il teatro Rialto (2019-2020)
- Frankenstein, diretto da Antonio C. Guijosa (2021)

## Doppiatrici italiane
Nelle versioni in italiano dei suoi film e delle sue serie TV, Noelia Marló è stata doppiata da:
- Chiara Leoncini[14] in Una vita[15]

## Riconoscimenti
- Festival teatro classico internazionale di Mérida di Jose Manuel Villafaina
  - 2018: Vincitrice come Miglior attrice non protagonista per l'opera teatrale La comedia del fantasma